# 西羅·薩克
西羅·薩克（捷克語：Cyril Suk，1967年1月29日—）是一位捷克職業網球運動員，為一位雙打好手，曾獲得一座雙打大滿貫和四座混雙大滿貫。
薩克來自捷克網球家庭。他的母親薇拉·蘇科娃，曾打進1962年溫布頓女單決賽。他的父親西羅·薩克二世捷克斯洛伐克網球基金會董事長；他的姊姊海伦娜·苏科娃，在雙打方面取得更高的成就，曾在女雙與混雙大滿貫賽事中奪得多座雙打冠軍，薩克也曾與她合作奪得三座混雙大滿貫冠軍。

## 外部連結
- 西羅·薩克（英文/西班牙文）的官方資料
- 西羅·薩克的國際網球總會 職業／青少年 官方資料（英文）
- 西羅·薩克的官方資料（英文）